# Paul Valéry
Paul Ambroise Valéry (ur. 30 października 1871 w Sète nad Morzem Śródziemnym, zm. 20 lipca 1945 w Paryżu) – francuski poeta, eseista i prozaik.

## Życie
Ojciec poety, Barthélemy Valéry, był Korsykaninem, matka, Fanny Grassi, pochodziła ze starej rodziny genueńskiej (była córką włoskiego konsula Giulia Grassi'ego). Wczesną młodość spędził w Montpellier, gdzie w latach 1884–1888 uczył się w liceum, a następnie studiował prawo na miejscowym uniwersytecie. W 1890 poznał Stéphane’a  Mallarmé, którego uważał za swojego mistrza, oraz André Gide’a, z którym przyjaźnił się do końca życia.
W 1894 przeniósł się do Paryża, gdzie podjął pracę redaktora w Ministerstwie Wojny. W tym czasie poznał pisarza i krytyka Paula Léautauda. Od 1900 do 1922 pełnił funkcję sekretarza sparaliżowanego Édouarda Lebeya, ówczesnego administratora agencji prasowej Havas. W 1900 Valéry poślubił Jeannie Gobillard (1877–1970), z którą miał troje dzieci (Claude, Agathe i François). Mieszkali przy rue de Villejust.
W 1925 został członkiem Akademii Francuskiej. W latach 1924–1934 był prezesem francuskiego PEN Clubu. W 1931 został komandorem Legii Honorowej. W 1937 objął katedrę poetyki w Collège de France, którą prowadził aż do śmierci. W 1932 poeta, który wielokrotnie gościł w Polsce z odczytami, uhonorowany został komandorią Orderu Odrodzenia Polski.
Kiedy Valéry umarł, generał Charles de Gaulle zarządził uroczysty pogrzeb na koszt państwa. Zgodnie ze swym życzeniem, Paul Valéry spoczął w Sète, na tzw. cmentarzu morskim.

## Twórczość
Debiutował w 1889 wierszem Le rêve w marsylskim periodyku „Petite Revue Maritime”.
W 1892, w wieku dwudziestu jeden lat, zarzucił twórczość poetycką i zwrócił się ku filozofii i matematyce oraz muzyce i malarstwu. W 1895 opublikował esej Wstęp do metody Leonarda da Vinci. Do poezji wrócił po dwudziestu latach, w 1917, wydając słynny poemat Młoda Parka. W 1920 opublikował swój dorobek poetycki z lat 1890–1900 jako Album wierszy dawnych. W wydanym w 1922 tomie Charmes znalazł się jeden z najgłośniejszych jego wierszy – Cmentarz morski. Utwór ten stanowi rodzaj poetyckiej medytacji rozpiętej między życiem i śmiercią, bytem i nicością. Sam autor przyznawał, że bliskość morza, wędrującego po nim światła, ruchu fal, usposabia nas do szczególnie głębokiej, ponadindywidualnej refleksji.
Oprócz poezji publikował utwory eseistyczne, poematy sceniczne (monodramy) Amfion (1931) i Semiramida (1934), do których muzykę skomponował Arthur Honegger, oraz dramaty Mój Faust (1941) i  Anioł (1947). Od 1894 aż do śmierci prowadził dzienniki, które jako faksymile ukazywały się w latach 1957–1961.
Tworzył pod wpływem klasycyzmu, parnasizmu i symbolizmu. Uprawiał poezję hermetyczną, intelektualną, skondensowaną i wysublimowaną – poddaną klasycznym rygorom formalnym, wyrażającą refleksje nad istotą bytu oraz funkcjonowaniem umysłu. Odrzucał idee surrealizmu i kubizmu w malarstwie i literaturze. Nie akceptował powieści jako gatunku, odmawiając jej walorów estetycznych (wyjątek czynił dla powieści Na wspak Huysmansa). Wiersz nazwał "świętem intelektu".
Dzieła Valéry'ego tłumaczyli: Jan Lechoń, Anna Ludwika Czerny, Donata Eska, Joanna Guze, Jarosław Iwaszkiewicz, Mieczysław Jastrun, Czesław Jastrzębiec-Kozłowski, Roman Kołoniecki, Jan Mieczysławski, Aleksandra Olędzka-Frybesowa, Julian  Rogoziński, Artur Sandauer, Leopold Staff.
W języku polskim ukazały się poświęcone pisarzowi publikacje:
- Morawska Ludmiła, Studium o języku poezji Pawła Valéry, Lublin: TN KUL, 1955,
- Tomkowski Jan, Paul Valéry. Siedem szkiców, Warszawa, Wydawnictwo Satus, 2023.

## Wybrane dzieła
- Introduction à la méthode de Léonard de Vinci (Wstęp do metody Leonarda da Vinci, 1895)
- La Soirée avec monsieur Teste (Wieczór z panem Teste, 1896)
- Essai d'une conquête méthodique (Podbój metodyczny, 1897)
- La jeune Parque (Młoda Parka, 1917)
- Le Cimetiere marin (Cmentarz morski, 1920)
- Album de vers anciens (Album wierszy dawnych, 1920)
- Charmes (Uroki, 1922)
- Eupalinos ou l'Architecte (Eupalinos, czyli architekt, 1921)
- L'Âme et la danse (Dusza i taniec, 1923)
- Variété (Rozmaitości), t. 1-5 (1924-44)
- Amphion (Amfion, 1931)
- Sémiramis (Semiramida, 1934)
- Degas, danse, dessin (Degas, taniec, rysunek, 1938)
- Mon Faust (Mój Faust, 1941)
- Mauvaises pensées et autres (Myśli złe i inne, 1942)
- L'Ange (Anioł, 1947)
- Cahiers (Zeszyty), t. 1-29 (1957-1961)

## Wydania polskie
- Dusza i taniec, Wilno: Ludwik Chomiński, 1926.
- Utwory wybrane, Warszawa: Wydawnictwo Droga, 1936.
- Rzeczy przemilczane. Z pism o sztuce, Warszawa: Państwowy Instytut Wydawniczy, 1974.
- Myśli bez retuszu, Białystok: Łuk, 1994.
- Degas, taniec, rysunek, Warszawa: Pavo, 1993.
- Poezje wybrane, Warszawa: LSW, 1980.
- Poezje, Warszawa: Państwowy Instytut Wydawniczy, 1959, 1975.
- Estetyka słowa, Warszawa: Państwowy Instytut Wydawniczy, 1971.
- Pan Teste i inne pisma, Warszawa: Wydawnictwo Aletheia, 2019.

## Definicja poezji według Paula Valéry
Pod nazwą poezji rozumiane są dwie różne rzeczy, które jednak  w pewnym punkcie łączą się ze sobą. Poezja – takie jest jedno znaczenie wyrazu – jest sztuką opartą na mowie. Ale ma też znaczenie ogólniejsze, bardziej rozpowszechnione, trudne do zdefiniowania, bo znacznie bardziej nieokreślone: wyraża pewien stan umysłu.